# Oswego (New York)
Pour les articles homonymes, voir Oswego.
Ne doit pas être confondu avec Oswego (town, New York).
Oswego est une cité (city) des États-Unis située dans l'État de New York et dans le comté d'Oswego dont elle est le siège. Selon le recensement de 2010, la population de la commune était de 18 142 habitants.
La municipalité est située sur le lac Ontario, à l'embouchure de la rivière Oswego. Elle se trouve à une cinquantaine de kilomètres au nord de Syracuse.

## Histoire
Le site fut visité pour la première fois, par un européen, par l'explorateur français Samuel de Champlain, en 1615. Les Britanniques y établirent un poste de traite en 1722 et le fortifièrent par la suite sous le nom de Fort Oswego (parfois appelé Fort Burnet en l'honneur du gouverneur William Burnet). Les Français appelaient cet emplacement Chouaguen, ou Fort Chouaguen.
Sous les ordres du gouverneur Burnet, les New-Yorkais ont établi un fort et un poste de traite à l'embouchure de la rivière Oswego, sur le lac Ontario. En 1724, il s'agissait d'un blockhaus; en 1727 un immeuble en pierre de 4 pieds d'épaisseur avec des galeries.
En 1755, ils ajoutèrent Fort Ontario sur la rive nord-est de la rivière.
En août 1756, les forces françaises menées par Montcalm défirent les Anglais lors de bataille de Fort Oswego, capturant le fort durant la guerre de Sept Ans.
Un peuplement permanent débuta au début du XIXe siècle et le canal Oswego, une section du canal Érié atteint la région en 1829. La cité fut incorporée en 1848. Elle devient un important nœud de chemin de fer de la New York Central Railroad et port desservant une partie de l'État.

## Climat
Oswego a un climat continental humide (Köppen Dfb), typique de l'intérieur de la région des Grands Lacs. La municipalité connaît quatre saisons distinctes et est située dans la zone de rusticité USDA 6a. La région connaît généralement des hivers froids et relativement humides recevant de fortes chutes de neige car elle se trouve dans la Snow Belt en aval des Lacs. Par exemple, Oswego a enregistré un record de 261 cm en 4 jours lors du blizzard de janvier 1966.

## Démographie
| Groupe                           | Oswego | New York | États-Unis |
| -------------------------------- | ------ | -------- | ---------- |
| Blancs                           | 94,8   | 66,8     | 72,4       |
| Métis                            | 1,5    | 3,0      | 2,9        |
| Afro-Américains                  | 1,3    | 15,9     | 12,6       |
| Asiatiques                       | 1,2    | 7,3      | 4,8        |
| Autres                           | 1,0    | 7,5      | 6,4        |
| Amérindiens                      | 0,3    | 0,6      | 0,9        |
| Total                            | 100    | 100      | 100        |
|                                  |        |          |            |
| Hispaniques et Latino-Américains | 4,4    | 17,6     | 16,7       |

Selon l'American Community Survey, pour la période 2011-2015, 93,83 % de la population âgée de plus de 5 ans déclare parler anglais à la maison, alors que 3,58 % déclare parler l'espagnol, 0,98 % le français et 1,61 % une autre langue.

## Personnalités
- Richard Alfred Rossiter (1886-1977), astronome américain, est né à Oswego.
- Joey Belladonna, chanteur de heavy metal du groupe Anthrax[6]
- Erik Cole, joueur de hockey[7]
- John Porter Hatch, général de l'Union Army
- Dan Reynolds, illustrateur[8]
- Mary Walker, médecin américain

## Source
- (en) Cet article est partiellement ou en totalité issu de l’article de Wikipédia en anglais intitulé « Oswego, New York » (voir la liste des auteurs).